# Große Junkerstraße

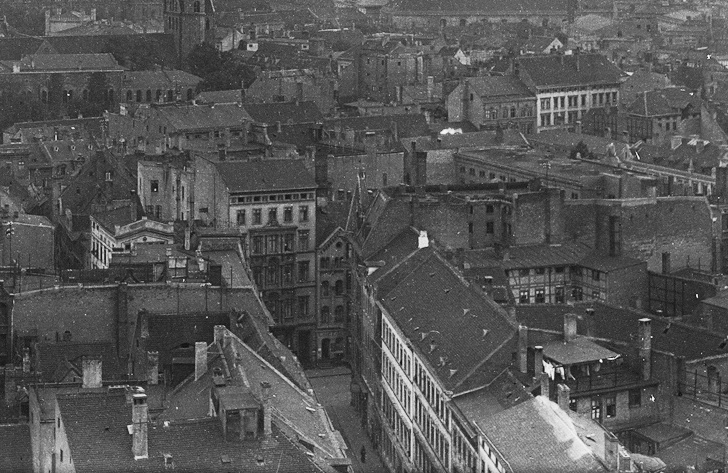
Blick von Norden (vom Turm der Johanniskirche) auf das südliche Ende der Großen Junkerstraße mit der Einmündung auf die Berliner Straße, Aufnahme vor 1922

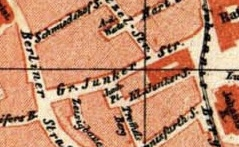
Große Junkerstraße auf einem Stadtplan aus der Zeit um 1885, Karte nicht eingenordet, Norden ist rechts, recht ist das Rathaus und die Johanniskirche zu erkennen

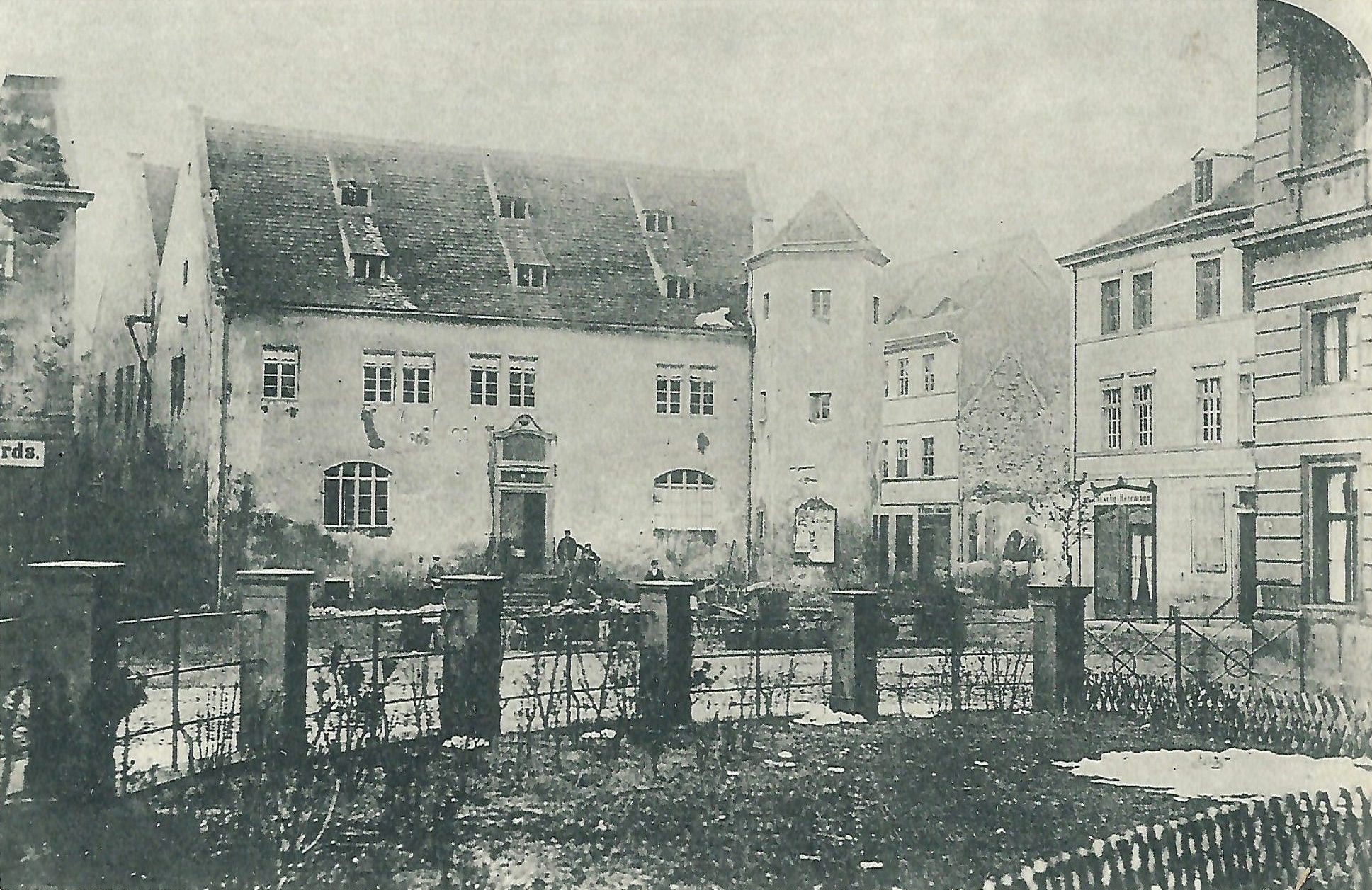
Einmündung der Großen Junkerstraße (rechts des zum Haus Johannisbergstraße 3 gehörenden Turms) auf die Johannisbergstraße, etwa Mitte des 19. Jahrhunderts

Die Große Junkerstraße war eine Straße in Magdeburg im heutigen Sachsen-Anhalt. Nach Zerstörungen im Zweiten Weltkrieg wurde die Straße aufgegeben.

## Lage und Verlauf
Die Straße befand sich im östlichen Teil der Magdeburger Altstadt. Sie begann gegenüber der südöstlichen Ecke des Magdeburger Rathauses, wo sie von der Johannisbergstraße nach Süden abging. Von Westen her mündete nach kurzer Strecke die Dreienbrezelstraße ein. Etwas weiter südlich traf von Osten her die Kleine Junkerstraße auf die Große Junkerstraße. Noch weiter südlich ging ebenfalls auf der Ostseite die kleine Gasse Zeisigbauer ab. Am südlichen Ende mündete die Straße auf die Berliner Straße ein. Etwas versetzt mündete auf der gegenüberliegenden Seite der Berliner Straße die Straße Pfeifersberg ein. Der Verlauf der Straße folgte der oberen Kante des nach Osten dann zur Elbe hin abfallenden Geländes. Die Länge der Straße betrug etwa 200 Meter.
Die Hausnummerierung verlief von der Nummer 1 an der südöstlichen Ecke zur Berliner Straße aufwärts entlang der Ostseite. Nach der Nummer 2 erfolgte die Einmündung des Zeisigbauers, nach der Nummer 4 die der Kleinen Junkerstraße. Es folgte die Nummer 5 und ein sehr langgestreckter schon zum Eckhaus Johannisbergstraße 3 gehörender Gebäudeflügel, der mit zwei historischen Dreiecksgiebeln das Erscheinungsbild des nördlichen Teils der Straße dominierte. An der gegenüberliegenden, nordwestlichen Ecke befand sich die Nummer 6. Von dort liefen die Nummern auf der Westseite aufsteigend nach Süden. Nach der Nummer 11 mündete die Dreienbrezelstraße ein. An der südwestlichen Ecke zur Berliner Straße hin befand sich das Eckhaus mit der Nummer 19.
Heute befindet sich an dieser Stelle in etwa der südlich der Johannisbergstraße verlaufende Teil der Jakobstraße. Der Bereich der ehemaligen Großen Junkerstraße quert die heutige Ernst-Reuter-Allee und verläuft dann weiter in südlicher Richtung am östlichen Ende des Allee-Centers.

## Geschichte
Anfänglich wurde der Straßenzug nicht als einheitliche Straße betrachtet und im nördlichen und südlichen Teil unterschiedlich benannt. Die Unterscheidung ergab sich insbesondere, da der mittlere Abschnitt, etwa im Bereich der Häuser 14/16 sehr schmal war. Ursprünglich musste man gegenüber dem Zeisigbauer um eine Ecke biegen, um in den südlichen Teil zu gelangen, der auch nicht in gerader Fortsetzung des nördlichen Abschnitts verlief. In einer Juninacht im Jahr 1815 brach dort ein Feuer aus, das fast die Hälfte der Häuser der Straße zerstörte. Beim bis 1817 erfolgten Wiederaufbau wurde dieser Bereich nach Westen hin verbreitert. Insgesamt wurde die Straße begradigt und neu gepflastert.
Der nördliche Teil der Straße, zwischen Rathaus und Zeisigbauer, hieß ursprünglich Sperlingsberg. Die Bezeichnung könnte im Sinne eines nur kleinen Berges gemeint gewesen sein. Denkbar wäre, dass das abschüssige Gelände zwischen der Großen Junkerstraße und der etwas weiter östlich verlaufenden Johannisfahrtstraße insgesamt als Sperlingsberg bezeichnet und so zeitweise auch auf den Straßenverlauf angewandt wurde. Der nördlichste Teil der Straße wurde zeitweise auch zum Johanniskirchhof gezählt.
An der Einmündung der Kleinen Junkerstraße befand sich eine kleine platzartige Erweiterung. Sie trug in der letzten Zeit keinen gesonderten Name, bis um die Zeit um 1700 wurde der Platz jedoch als Trommelsberg bezeichnet. Diesen Namen erhielt später die etwas weiter östlich verlaufende Straße Trommelsberg. Zum Teil wurde nur die Bezeichnung der Plan verwendet. Der Platz war zeitweise klar viereckig gefasst und wurde erst bei Wiederaufbau nach dem Brand so nach Westen erweitert, dass die klare platzartige Umgrenzung verloren ging.
Der mittlere Teil zwischen Einmündung von Kleiner Junkerstraße und Zeisigbauer wurde in einer Erwähnung aus dem Jahr 1717 als Gelbelöwenstraße bezeichnet. Der Name orientierte sich am dort befindlichen Haus zum gelben Löwen in der Großen Junkerstraße 4.
Der südlichste Teil der Großen Junkerstraße, zwischen Zeißigbauer und Berliner Straße, ist urkundlich als up dem pole iegen dem ummelop in Niederdeutsch (hochdeutsch: auf dem Pfuhl gegen den Umlauf) überliefert. Eine erste Erwähnung als auf dem Pfuhl findet sich bereits im Jahr 1523 im Zinsregister des Klosters Unser Lieben Frauen. Die Bedeutung der Benennung als Pfuhl ist unklar. Es gibt Vermutungen, dass in diesem Bereich Wasserbecken als Vorsorge für den Brandschutz angelegt worden waren. Wahrscheinlicher scheint jedoch, dass der Wasserablauf in diesem Bereich schlecht geregelt war und sich so häufiger Pfützen und stärker vernässte Stellen bildeten. Vermutlich wurde dieses Problem zum Ende des 16. Jahrhunderts gelöst, so dass mit der Vernässung auch der Name verschwand. Die Bezeichnung Umlauf benennt eine Straße die in einem Bogen verläuft. Die Benennung Umlauf war noch bis Anfang des 18. Jahrhunderts für den südlichen Teil der Großen Junkerstraße gebräuchlich, die in einem Bogen in den unteren Teil der Berliner Straße in Richtung Altem Brücktor verlief.
Als weiterer Name ist bereits 1552 Schreckenstraße, auch in den Schreibformen Schrickenstraße, Schröckenstraße und Schrackenstraße, überliefert. Diese Bezeichnung ging möglicherweise auf eine hier ansässige Familie zurück. Ein konkreter Nachweis für das 16. Jahrhundert besteht schon aufgrund für diese Zeit fehlender Unterlagen nicht, für das 17. Jahrhundert ist in benachbarten Straßen eine Familie Schreck, auch Schricke belegt, jedoch in größerer Zahl belegt. Der südliche Teil der Großen Junkerstraße wurde zeitweise auch als Teil der Kuhstraße, der späteren Berliner Straße, geführt.
Der Name Junkerstraße wurde erstmals 1631, allerdings nur für den Bereich der späteren Kleinen Junkerstraße erwähnt. Er könnte auf die Stadtjunker verweisen, die möglicherweise in diesem Bereich lebten. Hierbei handelte es sich um erzbischöfliche, adlige Dienstfamilien, die vor der Einführung der bürgerlichen Selbstverwaltung im Regiment der Stadt saßen. Diese Deutung würde allerdings darauf verweisen, dass der Name bereits erheblich älter sein müsste und bereits auf eine Situation aus der Zeit vor 1200 verweist. Die Unterscheidung zwischen Großer und Kleiner Junkerstraße wurde erst seit etwa 1660 gemacht. Da die Kleine Junkerstraße die ältere Straße mit dieser Bezeichnung war, wurde sie zunächst als Große Junkerstraße bezeichnet und die spätere Große Junkerstraße dementsprechend als Kleine Junkerstraße. In der Zeit ab 1750 empfand man diese, den tatsächlichen Größenverhältnissen widersprechende Benennung als unpassend, so dass die Namen getauscht wurden. Seit dieser Zeit war der Name Große Junkerstraße gebräuchlich.
In der Straße befand sich ein 1523 als Haus Zum roten Herzen bezeichnetes, später unter dem Namen Zum roten Hahn geführtes Gebäude, dessen genaue räumliche Zuordnung unklar ist. In der Zeit nach 1631 war der Name nicht mehr gebräuchlich.
1831/1832 wohnten in der Straße 232 Menschen in 19 Gebäuden.
Während des Zweiten Weltkriegs wurde die Magdeburger Innenstadt und dabei auch der Bereich der Großen Junkerstraße schwer zerstört. In der Zeit der DDR erfolgte ein Wiederaufbau der Innenstadt, der sich in weiten Teilen nicht an die historische Stadtstruktur hielt. Die Große Junkerstraße wurde dabei aufgegeben und Teil einer ausgedehnten Grünfläche bzw. durch veränderte neue Straßenzüge der Jakobstraße und der damaligen Wilhelm-Pieck-Allee (heutige Ernst-Reuter-Allee) überbaut. In der Zeit nach der friedlichen Revolution in der DDR wurde der Bereich westlich des Südteils mit dem Allee-Center neu bebaut.

## Historische Häuser der Großen Junkerstraße
| Hausnummer | Name                                                            | Bemerkungen | Gewerbliche Nutzung vor der Zerstörung | Bild                         |
| ---------- | --------------------------------------------------------------- | --- | --- | ---------------------------- |
| 1a         |                                                                 | Das Gebäude wurde als Brauhaus geführt. Die Hinterhäuser des Anwesens entsprachen den Gebäuden Zeisigbauer 2 und 3. Vor dem Jahr 1631 gehörte es zunächst Joachim Wilde, später bis 1630 seinem Enkel, dem Brauer Adam Horn. Im Jahr 1630 kaufte es der Kämmerer Johann Löde, nach anderen Angaben Mathias Löder. Nach dem Jahr 1631 war er aber nicht in der Lage die Summe zu bezahlen, so dass das Gebäude an die Erben zurückfiel. Im Innungskinderbuch der Bauer wird es 1648 als Besitz von Peter Hengkel genannt. Im Jahr 1652 gehörte es Adam Horn junior. Das Grundstück war dann Gegenstand eines Streits, da auch Jakob Heinrich Rohde Ansprüche geltend machte. 1659 wurde das Areal vom Erben, dem Barbier Friedrich Horn und der Hypothekengläubigerin, der Witwe des Brauers Lorenz Gernreich, an den Fähramtsschreiber Simon Stettin für 290 Taler verkauft. Stettin bebaute das Grundstück im Jahr 1660 neu. 1683 erwarb der Barbier Johann Otto Christoph Hertel, auch Härtel, das Haus samt Hinterhaus für 1650 Taler. Die Erben von Johann Hertel verkauften das Anwesen ihrerseits für 3000 Taler 1717 an den Brauer Johann Christoph Hertel, der im Jahr darauf nur das Vordergebäude für 2600 Taler an den Kaufmann Johann Valentin Wendland veräußerte. Wendland blieb bis 1730 Besitzer. In der Zeit um 1750 wurde das Grundstück mit dem benachbarten Haus Nummer 1b zusammengeführt. 1888/1889 entstand auf dem Grundstück durch die Magdeburger Bau- und Creditbank für den Drogerie- und Arzneimittelhandel Meischner & Zierenberg Nachf. ein repräsentatives Wohn-, Geschäfts- und Speichergebäude.     | - Drogerie Herbert Ruthe, - Drogengroßhandlung Meischner & Zierenberg Nachf. und Gustav Karcher GmbH Drogengroßhandlung - Musiklehrer Gerhard Winter                                                   |                              |
| 1b         |                                                                 | Das als Brauhaus geführte Anwesen gehörte vor 1631 dem Kämmerer Johann Fricke und dem Marktrichter Johann Niesing. Andere Angaben nennen 1631 und auch noch 1648 ihren Schwiegervater Heinrich Saling als Eigentümer. Eine möglicherweise unrichtige Angabe führt für 1651 einen Melchior Siefert. Zumindest verkauften Fricke und Niesing das Grundstück im Jahr 1652 an den Brauer Johann Ritzleben, auch Rixleben, für 250 Taler, der es 1656 neu bebaute. Ritzleben erwarb 1661 das gegenüberliegende Grundstück Große Junkerstraße 18, das er mit einem Schuppen bebaute, den er für das Brauhaus nutzte. Später gehörte das Anwesen Adam Pohlmann, der 1666 und 1680 als Eigentümer geführt wurde. In den Jahren 1683 und 1692 wurde bereits seine Witwe geführt. Die Pohlmannschen Erben verkauften sowohl das Haus als auch den Schuppen im Jahr 1716 für insgesamt 2910 Taler an die Witwe des Ratmanns David Schaaf, eine geborene Pohlmann. 1718 war der Aktuar Johann Christoph Hellmuth, er blieb es bis 1754. In der Zeit um 1750 erfolgte eine Zusammenlegung des Grundstücks mit dem benachbarten Nummer 1a. | |                              |
| 2          | Zu den drei Rosen, auch Zur goldenen Rose                       | Das Gebäude war ein Brauhaus und gehörte 1648 Hans Becker. Möglicherweise ist er identisch mit einem 1623 genannten Großkaufmann gleichen Namens. Im Jahr 1649 wird das Grundstück als nur noch aus einem Keller bestehend beschrieben, wohl eine Folge der Zerstörung Magdeburgs im Jahr 1631. In diesem Jahr veräußerte Georg Kühlewein das Anwesen für 200 Taler an Reinhold Junge, der das Grundstück 1652 neu bebaute. Bereits 1656 verkaufte er es für 800 Taler an den Handelsmann Johann Wolf Kühne. Seine Frau Agnete Kühne, geborene Bakemönch, besaß das Gebäude noch bis 1673. Ihr Erbe war ihr Sohn aus erster Ehe Borries, vermutlich richtig Gorries, im Sinne von Georg, Bandau. Schon 1680 befand sich das Grundstück im Eigentum von Bandaus Erben. 1688 wird der Miterbe, Schneider Konrad Tuchtfeld als Eigentümer genannt, der es 1696 an den Kämmerer Friedrich Krüger für 1700 Taler veräußerte. Krüger verstarb 1718. Seine Witwe war noch bis 1740 Eigentümerin. 1885 wurde das Eckhaus durch den Maurermeister Gustav Hesse für den Büchsenmachermeister Walter Kirsten repräsentativ umgebaut. | * Waffen und Munition Walter Kirsten |                              |
|            | Einmündung Zeisigbauer                                          | | |                              |
| 3a         |                                                                 | Der Gebäudeteil 3a umfasste den direkten südlichen Teil des Nordeckbaus zum Zeisigbauer hin. In der Zeit vor dem Jahr 1631 war der Buchdrucker Wilhelm Roß Eigentümer des Hauses. Ihm folgte sein Schwiegersohn Christoph Zimmermann nach. Zimmermann verkaufte das Grundstück im Jahr 1650 für 40 Taler an den Trommelschläger Hans Götze, der es bereits 1651 für nur 30 Taler an den Zimmermann Michael Hahn veekaufte. 1656 gehörte das Grundstück bereits seiner Witwe. Ihr späterer Erbe, der Zimmerergeselle Bartel Dößler, auch Deseler, lebte bereits 1652 hier und wurde auch 1671 hier geführt. Es wird vermutet, dass das Gebäude 1683 Johann Kruse gehörte. Im Jahr 1692 gehörte das Grundstück dem Böttcher Hans Martin Reichstein, der ein neues Gebäude errichtete, welches er für 215 Taler im Jahr 1696 an den Tischler Johann Ulrich Rieser veräußerte. Seine Erben verkauften das Gebäude im Jahr 1716 für 450 Taler an seine Witwe, die bis 1727 Eigentümerin blieb. In der Zeit um 1916 lebte im dann bereits einheitlich als Nummer 3 geführten Grundstück der Friseurmeister Max Schwieger, der später zeitweise als Landtagsabgeordneter dem Preußischen Landtag angehörte. Im Haus lebte auch der jüdische Kaufmann Willy Sonnenfeld. Er wurde 1943 in das KZ Auschwitz deportiert und dort im gleichen Jahr ermordet. 2021 wurde für ihn ein Stolperstein gesetzt. In den 1930er Jahren befand sich die Lebensmittelhandlung August Gerike und die Schneiderei Willi Weber im Haus. \|\| \|\| | |                              |
| 3b         |                                                                 | Dieser Teil des Grundstücks Nummer 3 nahm den nördlichen Teil des Eckhauses ein. Im Jahr 1650 gehörte dieses Grundstück dem Böttcher Johann Hoffmann, ihm folgte 1651 seine Tochter nach, die 1653 als Georg Berends Witwe und Joachim Blumes Frau genannt wurde. 1651 bestand hier ein Häuslein. Im Jahr 1679 gehörte das Objekt dem Böttcher Christoph Paul, 1683 bereits seiner Witwe. Später, 1692 und 1723 wurde der Böttcher Hans Martin Reichstein als Eigentümer genannt. | |                              |
| 4          | Zum gelben Löwen                                                | Für das Anwesen war ein Braurecht eingetragen, so dass es als Brauhaus geführt wurde. Das Hauszeichen war noch in den 1930er Jahren am Gebäude vorhanden. Bis 1631 befand sich auf dem Grundstück neben dem Bauhaus auch eine Bude. Im Innungskinderbuch der Brauer wurde für das Jahr 1648 kein Eigentümer genannt, bereits 1650 wurde die wohl wüste Braustätte jedoch von der Witwe des Brauers Nikolaus Nickels an den Brauer Heinrich Schröder. Die eigentliche Braustätte kostete 80, das areal der Bude 18 Taler. Schröder baute auf dem Gesamtgrundstück ein Haus, er wird letztmals 1679 erwähnt. Im Jahr 1683 gehörte das Anwesen dem Brauer Balzer Schröder, der jedoch 1695 verstarb. Im folgte seine Witwe nach. 1715 wurde als Eigentümer Heinrich Nitze, auch Nitzsche, genannt, der bis 1733 im Besitz blieb. Noch bis 1763 gehörte es seiner Witwe. | - Möbeltransporte Willy Hoppe - Schneiderei W. Paul Wagener |                              |
| 5          |                                                                 | Bis zum Jahr 1652 gehörte zum Grundstück auch das benachbarte Areal der Kleinen Junkerstraße 13. Als Eigentümer wurden 1631 D. Steinackers Erben geführt. Auf diese folgte Gottfried Steinacker, der das Grundstück Nummer 5 im Jahr 1652 an den Zimmermann Nikolaus Weigert, auch Wichard, für 60 Taler verkaufte. Ihm folgte seine Witwe nach, die bis 1683 Eigentümerin blieb. Im Jahr 1686 wurde das Anwesen von für 100 Taler von Johann Friedrich Lange erworben, der bis 1707 Eigentümer blieb. Ab 1686 gehörte nun das benachbarte Grundstück Kleine Junkerstraße 11 dazu. Bis 1761 war Jakob Friedrich Lange Eigentümer. | - Geflügelhandlung Willi Spangenberg |                              |
| 6          |                                                                 | Das unter dieser Nummer geführte alte Brauhaus gehörte später als Eckgebäude zur Johannisbergstraße 2. Das dazugehörige Nebengebäude ist das unter Nummer 6a geführte, wobei beide Grundstücke noch bis in das 19. Jahrhundert jeweils dem gleichen Eigentümer gehörten. | |                              |
| 6a         |                                                                 | Das Grundstück war ursprünglich das Nebengebäude zum Brauhaus im Eckgebäude Nummer 6, das dann jedoch zur Johannisbergstraße gezählt wurde. 1631 gehörte das Grundstück dem Schiffer Jakob Klietz, der das wohl im Zusammenhang mit der Zerstörung Magdeburgs im Jahr 1631 zerstörte Haus wieder aufbaute. Nach seinem Tod im Jahr 1641 erbte sein Sohn, der Brauer Joachim Klietz. Im gleichen Jahr zog ein Mieter aus dem Gebäude aus, da das Haus zu feuergefährlich sei. Joachim Klietz blieb bis zu seinem Tod 1662 Eigentümer. Ihm folgte 1681 der Schulkollege Kaspar Stürmer, 1683 der Kämmerer Stephan Lüddecke, auch Lüdke, nach. Auf Lüddecke folgte 1688 seine Witwe. Im Jahr 1698 wurde der Summissar, Kantor und Advokat Christian Damisch als Eigentümer geführt, danach schon 1699 seine Witwe, die auch noch 1720 Eigentümerin war. Ihre Erben blieben bis 1764 Eigentümer. Es gab, wohl unrichtige, Vermutungen, dass das Gebäude ein Hospital mit dem Namen Schmeerhaus oder Sommerwolle beherbergt habe. Noch vor der Zerstörung gab es die Hausnummer 6a, obwohl die Hausnummer 6 nicht existierte. | - Schneiderei Heinrich Seemann |                              |
| 7          |                                                                 | Die Häuser 7 und 8 gehörten zwischen 1662 und 1720 demselben Eigentümer. Eine genaue Zuordnung der weiteren Angaben zu einem der Häuser ist nicht möglich. Im Jahr 1631 gehörte eines der Gebäude der Witwe des Seidenkramers Burchard Junge. Ihre Erben veräußerten das Grundstück für 120 Taler an den Organisten der Johanniskirche, Johann Hagen, der 1662 von Viktor Voßwinkel auch das andere Grundstück erwarb. Schon 1663 verkaufte er die Grundstücke dann jedoch an den Schneiderinnungsmeister Hans Harte, der zwei Häuser errichtete. Im Jahr 1683 gehörten die Gebäude dann den Erben des Schneiders Andreas Harte, die sie 1698 für 280 Taler an Hartes Schwiegersohn, den Schneider Hans Heinrich Pabst verkauften. Pabst verkaufte im Jahr 1710 die Nummer 7 für 275 Taler an seinen Schwiegersohn, den Kunstmaler Daniel August Matthäi. Die Nummer 8 wurde von Pabst hingegen an seinen Sohn Nikolaus Gottlieb Pabst verkauft, der ebenfalls Kunstmaler war. Bereits im darauffolgenden Jahr 1711 kaufte Nikolaus Gottlieb Pabst seinem Schwager die Nummer 7 für 390 Taler ab, so dass beide Häuser wieder vereint waren. Pabst blieb bis 1720 Eigentümer. In diesem Jahr verkaufte er die Nummer 7 für 400 Taler an den Braumeister Bondieck während die Nummer 8 anderweitig verkauft wurde. | - Friseur Fritz Kleinecke |                              |
| 8          |                                                                 | Die Geschichte des Hauses ist eng mit dem Nachbarhaus Nummer 7 verbunden. Häufig gehörten beide Grundstücke demselben Eigentümer. 1720 fiel das Eigentum auseinander. Das Gebäude wurde für 290 Taler an Eckart Thomas verkauft. | - Fischhandlung Selma Schultze |                              |
| 9          | Zum schwarzen Ring (?)                                          | Der Name ist aus dem Jahr 1631 überliefert, könnte jedoch auch für das Nachbargebäude Nummer 10 gegolten haben. Für 1646 ist als Eigentümer der Garbräter Christoph Krüger erwähnt, wobei zu diesem Zeitpunkt, wohl Infolge der Zerstörung des Jahres 1631, keine Bebauung bestand. Krüger wurde vom schwedischen Reiter Joachim Fahrenholtz beerbt, der das Grundstück 1647 für 30 Taler an den Braumeister Peter Sommer verkaufte. Ihm folgte seine Witwe nach, die das Haus im Jahr 1667 für 130 Taler an den Zimmergesellen Abraham Stürzkober verkaufte. Seine Erben waren 1683 Eigentümer. 1690 wurde der Kämmereidiener Christian Weißmüller als Eigentümer geführt. 1698 war der Kämmereidiener Johann Reiser, auch Reisiger, Eigentümer, er blieb es bis 1748. | |                              |
| 10         | Zum schwarzen Ring (?)                                          | Der Name ist aus dem Jahr 1631 überliefert, könnte jedoch auch für das Nachbargebäude Nummer 9 gegolten haben. Im Jahr 1651 gehörte das Grundstück einem Münzohm, vermutlich Israel Rehmann. Ihm folgte Magdalene Keck nach. Ihre Erbin war die Frau des Gastwirts Johann Rintorf. Sie verkaufte das Grundstück im Jahr 1663 für 30 Taler an den Stadtsoldaten Magnus Brand. 1678 verkaufte seine Witwe das Gebäude für 165 Taler an den Schneider Hans Schmidt. Schmidt blieb allerdings nicht lange Eigentümer, sondern veräußerte das Haus 1681 für 193 Taler an den Stadtdiener Hans Ludwig Laurich. Der Postdiener Johann Burchard Säger, auch Seeger, erwarb das Haus 1690. Seine Erben verkauften es für 230 Taler im Jahr 1702 an den Branntweinbrenner Heinrich Hanebutt, der es bis 1729 besaß. Er war zugleich auch Eigentümer des benachbarten Gebäudes Nummer 11. | |                              |
| 11         |                                                                 | In der Zeit bis 1631 war das Grundstück mit einem Haus und einer Bude bebaut. 1631 gehörte das Grundstück Paul Albrecht. Sodann wurde als Eigentümer Gregor Dams, Paul Albrechts Witwe geführt. Später gehörte es der Gewandschneiderinnung, und darauf Kaspar Büttner. Büttner veräußerte das Gebäude 1667 für 150 Taler an den Fleischer Georg Müßiggang. 1683 wurden dann seine Erben als Eigentümer geführt. Müßiggangs Sohn, ebenfalls mit dem Namen Georg Müßiggang, veräußerte 1687 das Gebäude für einen Preis von 227 Taler an Hans Georg Reckleben, auch Rickleben. Für den Platz der Bude gab es vom restlichen Grundstück abweichende Eigentümer. Henning Heinemann besaß dieses Areal in der Zeit nach 1651 bis 1669. Im Jahr 1669 gelangte dieser Bereich in das Eigentum der Katharinenkirche, die bis 1688 Eigentümerin blieb und es dann für 30 Taler an Reckleben verkaufte, so dass beide Teile in einer Hand zusammengeführt waren. Reckleben errichtete vermutlich auf dem Gesamtgrundstück ein Haus. 1702 gehörte das Haus Heinrich Hanebutt, dem auch das benachbarte Grundstück Nummer 10 gehörte. Er blieb bis 1729 Eigentümer. | - Tabakwarengroßhandlung Hermann Wille |                              |
| 12         | Zum weißen Stein                                                | Das Gebäude war ein Brauhaus. 1631 wurde als Eigentümer Moritz Püverling, fälschlich auch Bielerling, geführt. 1651/52 gehörte das zu diesem Zeitpunkt mit einem Haus bebaute Grundstück der Witwe von Konrad Garstorf, die es in der Zeit bis 1660 an den Stadtschreiber Georg Pötzlinger verkaufte. Pötzlinger errichtete ein neues Haus. Im Jahr 1692 erwarb der Marktrichter Peter Neukranz für den Preis von 1000 Talern das Gebäude von Pötzlinger. 1695 und somit nur drei Jahre später kaufte es Georg Pötzlinger für 1250 Taler wieder zurück. Nach seinem Tod erbte der Brauer Anton Heinrich Vollmeyer, der Ehemann der Enkelin Pötzlingers, 1703 das Gebäude. Er verpachtete es für drei Jahre an den Advokaten Alexander Christian von Syburg. 1705 veräußerte Vollmeyer es für 2500 Taler an den Pastor Christian Salig. Seine Erben waren noch bis 1744 Eigentümer. Ende der 1930er Jahre war auf dem Grundstück der Versteigerer Heinrich Sander ansässig. Am 7. Januar 1960 wurde auf dem zerstörten Grundstück bei Anlage einer Wasserleitung eine historische Abfallgrube gefunden. Bei sich anschließenden archäologischen Grabungen fand man Fragmente von Reliefkacheln. Eine zeigte das Brustbild eines bärtigen Mannes in Rüstung, eine andere, ehemals Teil einer Ofenbekrönung, die Jahreszahl 1534. Reste einer weiteren Kachel fielen durch ihre bunte Farbgebung auf. Darüber hinaus fanden sich diverse Reste von Gefäßen, darunter ein Apothekergefäß, ein Kugeltopf wohl vom frühen 16. Jahrhundert und Waldenburger Steinzeug. Das Grundstück befindet sich heute im Bereich der Ernst-Reuter-Allee. | * Versteigerer Heinrich Sander |                              |
| 13         | Zur Maiblume                                                    | Im Jahr 1631 gehörte das Grundstück dem Barbier Michael Zauze. Nach seinem Tode bestanden 1659 keine Erben, die Immobilie fiel daher an die Schneiderinnung, die als Hypothekengläubigern fungiert hatte. Die Innung verkaufte das Grundstück noch 1659 für 70 Taler an den Stein- und Wappenschneider Joachim Blume. Blume war auch Eigentümer des benachbarten Hauses Zur Sonnenblume. Er führte in seinem Wappen eine Sonnenblume, als Helmzier bestand am Wappen eine Maiblume. Nach diesen Elementen benannte Blume die Häuser. Noch in den 1930er Jahren war das Hauszeichen der Maiblume am Gebäude vorhanden. Wohl basierend auf dem Hauszeichen war das Gebäude Gegenstand der Sage Editha und der Maiblumenstrauß. Nach der Sage wurde an diesem Grundstück Königin Editha von einem Mädchen ein Maiblumenstrauß geschenkt, worauf sich Editha später gegenüber der Familie großzügig zeigte und in der Not half. Zum Dank habe der Vater des Mädchens an einem neu erbauten Haus das Wort Maiblume anbringen lassen. In der Zeit bis 1681 erbte der Kämmerer des Domkapitels Johann Bilzing, auch Piltzing, die Häuser Zur Maiblume und Zur Sonnenblume. Dessen Sohn, der Kunstmaler Gotthilf Bilzing, erbte das Haus Zur Maiblume im Jahr 1695. Er verkaufte 1709 das Gebäude für 690 Taler an den Schneider Johann Becker, dem es bis 1728 gehörte. | | Hauszeichen Zur Maiblume     |
| 14         |                                                                 | Bis 1683 wurde das Grundstück gesondert geführt, gehörte jedoch scheinbar schon den gleichen Eigentümern, wie die Nummer 14a. Zum Ende des 18. Jahrhunderts erfolgte wieder eine gesonderte Führung. Ab 1937 lebte die jüdische Familie Drechsler im Haus. 1938 wurde während der nationalsozialistischen Gewaltherrschaft der erst 16-jährige Sohn Wolfgang allein nach Polen abgeschoben. Er kam letztlich in das Ghetto Lemberg und war 1941 tot. Seine Eltern Kalman und Anna flohen wohl 1939 nach Frankreich. Letztlich wurden sie in das KZ Auschwitz deportiert und dort wohl 1943 ermordet. 2012 wurden drei Stolpersteine verlegt, die an sie erinnern. | |                              |
| 14a        | Zur Sonnenblume                                                 | Vor dem Jahr 1631 befanden sich auf dem Grundstück zwei Häuser. Noch bis 1683 wurden die beiden Grundstücke jeweils eigenständig geführt. 1631 war der Kämmerer Johann Löder Eigentümer des als Brauhaus geführten Anwesens. Ihm folgten bis 1653 seine Erben nach. Zu diesen gehörte vermutlich auch David Faust, zumindest wurde er schon 1652 als Besitzer genannt. 1653 verkauften die Erben den Komplex aus Haus und Grundstück an den Stein- und Wappenschneider Joachim Blume, der später auch das Nachbarhaus Zur Maiblume erwarb. Blume führte in seinem Wappen eine Sonnenblume, was ihn zur Namensgebung für das Haus veranlasste. Ein am Gebäude angebrachter entsprechender Hausstein wurde später umgesetzt und befand sich in den 1930er Jahren noch am Gebäude Hartstraße 2. Im Jahr 1695 erbte die Witwe von Johann Bilzing das Grundstück. Sie verstarb 1708 und vererbte die Immobilie an ihre Tochter Salome. Salome verkaufte das Haus im Jahr 1709 an ihren Bruder Gotthilf, der bis 1746 Eigentümer blieb. Ende des 18. Jahrhunderts wurden die Grundstücke 14 und 14a zeitweise wieder getrennt. Im 19. Jahrhundert befand sich auf dem Grundstück Schuchards Porzellanfabrik. Ende der 1930er Jahre war im Gebäude die Schuhmacherei Heinrich Grimm ansässig. | |                              |
| 15a        |                                                                 | Das Brauhaus war ursprünglich ein Lehn des Klosters Unser Lieben Frauen. In der Zeit vor 1631 war der Ratmann Lorenz Schincke Eigentümer. Ihm folgten Hans und Moritz Schincke nach. In den Jahren 1648 und 1651 wird Moritz Schincke, 1681 und 1683 Moritz Schincke senior als Eigentümer genannt, der das Gebäude an seinen Sohn Moritz vermietete. Bis in die Zeit um 1700 gehörte auch das Grundstück 15b Zum steinernen Klümpchen dazu. 1708 und 1712 war der Schneider Johann Wiegand Eigentümer nur des Hauses Nummer 15a. | - Fleischerei Richard Hoffmann |                              |
| 15b        | Zum steinernen Klümpchen                                        | Das mit einer Bude bebaute Grundstücke gehörte bis in die Zeit um 1700 mit zum benachbarten Grundstück Nummer 15a. Danach gehörte es Bendix Busse, der bis 1754 Eigentümer blieb. Die Fluchtlinie der Bebauung sprang an dieser Stelle im rechten Winkel in die Straße vor, bis die Straße nach einem Brand hier nach Westen erweitert wurde. Ab 1935/1936 lebte die Familie Calmon im Haus. Der Vater Hermann Calmon war jüdischer Herkunft und wurde 1938 auf offener Straße verhaftet und in das KZ Buchenwald verschleppt, wo er noch 1938 ermordet wurde. Ein 2021 verlegter Stolperstein erinnert an ihn. Ende der 1930er Jahre waren im Haus die Gastwirtschaft Wilhelm Bartsch, die Schuhmacherei Hermann Rausche, der Friseur Wilhelm Schinke und der Gastwirt Fritz Thiele ansässig. | |                              |
| 15c        | Zum goldenen Roß auch Zum goldenen Pfärd oder Zu den zwei Toren | Das Gebäude diente als Hinterhaus für das Brauhaus Zum goldenen Roß (Warthe 3) in der etwas weiter westlich gelegenen Straße Warthe und gehörte jeweils den gleichen Eigentümern. In einer Aufstellung aus dem Jahr 1683 wurde das Haus als Ackerhof bezeichnet. Das Haus Zum goldenen Roß hieß auch Zu den zwei Toren, da hier ein Durchgang von der Straße Warthe zur Großen Junkerstraße führte, der zeitweise auch öffentlich zugänglich war und eine erhebliche Abkürzung in Richtung Dreienbrezelstraße und umgekehrt darstellte. Da die Fluchtlinie im rechten Winkel nach Osten vorsprang, hatte das Haus Nummer 15c eine relativ lange nach Süden weisende Fassade, bis nach einem Brand die Straße hier nach Westen erweitert wurde. | - Klischeefabrik Ernst Schiebold - Glasreinigung Ernst Duwald - Trumpf-Schokoladenfabrik Generalvertretung und Fabriklager Johannes Tihl                                                               |                              |
| 16         |                                                                 | Im Jahr 1631 gehörte das Haus dem Straßenfahrer Hans Keßner, der 1631, möglicherweise im Zusammenhang mit der Zerstörung Magdeburgs, verstarb. Ihm folgte seine Witwe nach, die das Grundstück im Jahr 1651 für 30 Taler an den Glasmaler Philipp Wettberg verkaufte. Wettberg veräußerte das Grundstück 1655 für 30 Taler an den Fuhrmann Hans Kiesel, auch Küsel, der später auch das Nachbargrundstück Nummer 17 erwarb. Kiesel errichtete 1665 ein neues Haus, das seine Erben im Jahr 1718 an den Tischler Johann Wolf Schneider für 650 Taler verkauften. Schneider blieb bis 1756 Eigentümer. | |                              |
| 17         |                                                                 | Das Gebäude wurde als Backhaus geführt. Bis 1623 gehörte es erasmus Schincke senior. Ihm folgte in diesem Jahr Jakob Baumgarten nach, der auch 1651 noch als Eigentümer genannt wurde. Dann übernahm das Gebäude seine Gläubigerin Marie Becker, die Witwe von Paul Finxius aus Lübeck. Sie verkaufte das wohl im Zuge der Zerstörung Magdeburgs im Jahr 1631 leere Grundstück für 230 Taler an den Bäcker Anton Rabe, der es in der Zeit bis 1661 neu bebaute. Rabes Erben veräußerten das Gebäude für 560 Taler im Jahr 1665 an den Fuhrmann Hans Kiesel, dem auch das benachbarte Grundstück Nummer 16 gehörte. Kiesel verkaufte 1697 für 820 Taler an den Bäcker Johann Martin Sölter, auch Selter. 1723 verkaufte Sölter an Heinrich Nitze. | - Schneiderei Ernst Grothe - Bäckerei Wilhelm Ruthe |                              |
| 18         |                                                                 | 1651 gehörte das Grundstück dem Böttcher Christian Radeleben. Er verstarb ohne Erben zu hinterlassen. Das Grundstück fiel an die Stadtschule, die es 1661 für 100 Taler an Johann Ritzleben verkaufte. Ab diesem Zeitpunkt wurde das mit einem Schuppen bebaute Grundstück als Zubehör zum gegenüber gelegenen Brauhaus Große Junkerstraße 1b betrieben. Der gemeinsame Besitz blieb bis nach 1720 bestehen. Später erfolgte eine gemeinsame Führung mit dem Nachbarhaus Nummer 19 Zum grünen Kranz. Noch kurz vor der Zerstörung werden die Nummern 18, 19 für ein gemeinsames Gebäude genannt. Zumindest in der Zeit um 1855 bis zum Jahr 1856 lebte Johannes Münze, Pionier der deutschen Arbeiterbewegung, im Haus Nummer 18. | |                              |
| 19         | Zum grünen Kranz                                                | Vor dem Jahr 1631 gehörte das Haus Christian Schacht. 1651 wurde Kaspar Hilliger als Eigentümer geführt. Auf dem Gelände bestand auch ein gesondert geführtes Grundstück, welches als Stättchen bezeichnet wurde und Hans Schermer gehörte. Die Witwe Hilligers verkaufte das Grundstück 1654 für 260 Taler inklusive des kleineren Teils an den Seidenkramer Otto Richter. Richter errichtete dann nach 1661 einen Neubau. Otto Richter wurde letztmals 1695 erwähnt. Als Eigentümerin wurde später die Witwe Penzholz geführt. Ihr folgte bis 1730 Heinrich Nitze nach. Auf Nitze verweist auch das ursprünglich am Gebäude angebrachte Hauszeichen mit der Inschrift Heinrich Nitze Zum grünen Kranß 1704. Es wurde später umgesetzt und befand sich in den 1930er Jahren bereits im Kulturhistorischen Museum Magdeburg. Dort überstand der Stein die Zerstörungen des Zweiten Weltkriegs. Er befindet sich heute unter den Hauszeichen am Gebäude Alter Markt 12, 13. | - Malergeschäft Paul Preuße - Blumengeschäft Ilse Becker - Böttcherei August Jäger - Tabakwaren Heinrich Kellner - Waschanstalt Marie Poppe - Schuhmacherei Friedrich Schulz - Friseur Erich Stochniol | Hauszeichen Zum grünen Kranz |